# Aleksandr Sergeyevich Bataev
Bản mẫu:Eastern Slavic name
Aleksandr Sergeyevich Bataev (tiếng Nga: Александр Сергеевич Батаев, sinh ngày 21 tháng 1 năm 1997) là một cầu thủ bóng đá người Nga thi đấu ở vị trí tiền vệ chạy cánh phải cho F.K. Anzhi Makhachkala.

## Sự nghiệp câu lạc bộ
Ngày 1 tháng 7 năm 2016 có thông báo rằng that Bataev ký một bản hợp đồng thời hạn 1 năm với Aiginiakos, cho mượn từ PAOK.